# NGC 7243

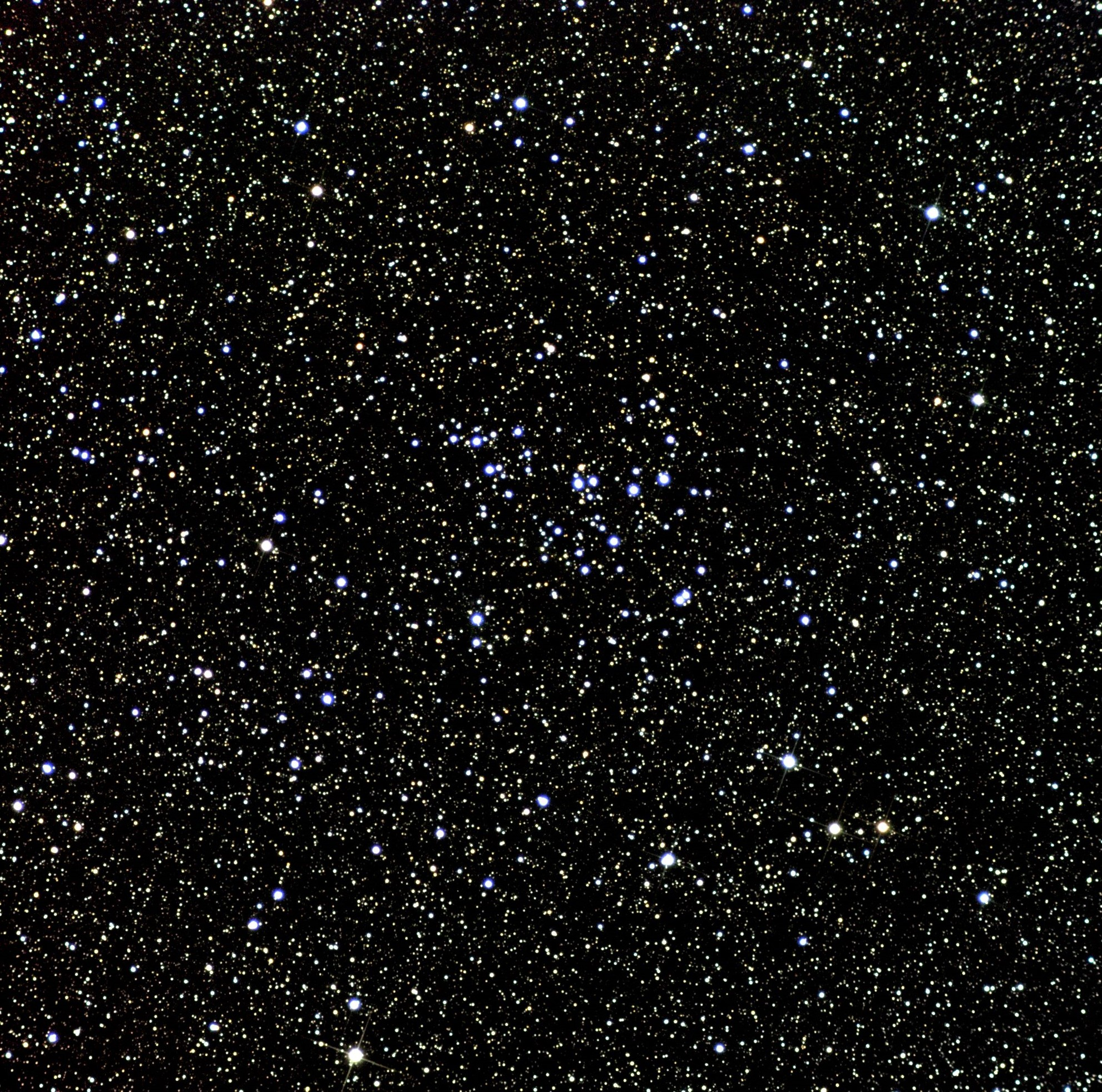
NGC 7243

NGC 7243 (denumit și Caldwell 16) este un roi deschis din constelația Șopârla. Este localizat în apropierea stelei Alpha Lacertae. Se află la aproximativ 2 800 ani lumină depărtare de Soare și se crede că s-a format acum mai bine de 100 de milioane de ani. Este format în principal din stele albe și albastre. 